# Ahmadou Diallo
Pour les articles homonymes, voir Diallo.
Ahmadou Diallo, né à Dakar, est un cinéaste sénégalais. Il vit en France

## Biographie
Il s'est formé au Conservatoire libre du cinéma français.

## Filmographie
- 1994 : Le Symbole, court-métrage de fiction, 8 min
- 1997 : Le Chérif, film documentaire, 52 min
- 2002 : Aye gaffe ou porte malheur, 14 min